# Bataille de Krasnyi Lyman
Guerre du Donbass
(fait partie de la Guerre russo-ukrainienne)
Batailles
- Euromaïdan
- Révolution de la Dignité
- Manifestations anti-Maïdan

Annexion de la Crimée
- Invasion russe de la Crimée
- Prise du Parlement de Crimée
- Prise de la base navale sud
- Incident de Simféropol (en)
- Occupation russe de la Crimée

Troubles pro-russes
- Odessa
- Troubles pro-russes à Kharkiv (uk)
- Troubles pro-russes à Louhansk (uk)
- Bataille de la rue Rymarska (uk)
- Proclamation de la république de Crimée
- Prise de Donetsk
- Proclamation de la RP de Donetsk
- Proclamation de la RP d'Odessa (hu)
- Proclamation de la RP de Lougansk
- Affrontements à Odessa du 2 mai (uk)
- Incendie de la Maison des syndicats d'Odessa

Guerre du Donbass
- Sloviansk
- Kramatorsk
- Artemivsk
- Marioupol
- Karlivka
- 1re Donetsk
- Louhansk
- Krasnyi Lyman
- Il-76
- Chyrokyne
- Saour-Mogyla
- Horlivka
- Vol Malaysia Airlines 17
- 2e Donetsk
- Loutouhyne
- Ilovaïsk
- Novoazovsk
- 3e Donetsk
- 32e barrage
- Volnovakha
- Debaltseve
- Marïnka
- Avdiïvka

La bataille de Krasnyi Lyman désigne une série d'escarmouches et d'affrontements militaires en 2014 dans et autour de la ville de Krasnyi Lyman (aujourd'hui Lyman) et du raïon de Krasnolymansk – dont Krasnyi Lyman est le chef-lieu – dans l'oblast de Donetsk pendant la guerre du Donbass, dans le cadre de la guerre russo-ukrainienne.

## Contexte
Le 12 avril 2014, cinq jours après la proclamation de l'autorité de fait se disant « République populaire de Donetsk », par des rebelles séparatistes prorusses contrôlés par la Russie, ces derniers ont investi le poste de police de Krasnyi Lyman (simultanément avec la prise du SBU et des bâtiments de la police de Sloviansk). Le maire Leonid Perebyinis a entrepris des négociations avec une foule armée et agressive de rebelles et de sympathisants prorusses. Il a été convenu que les séparatistes quitteraient la ville.
Le ministre ukrainien de l'Intérieur par intérim, Arsen Avakov, a déclaré qu'à Krasnyi Lyman, l'attaque de militants russes avec des fusils d'assaut à canon court AK-100 de fabrication russe a été repoussée par les forces de police et les soldats de la ville. Les gens sont devenus des boucliers humains pour défendre le poste de police contre les rebelles séparatistes venus de Sloviansk. Selon Avakov, l'AK-100 avec lance-grenades sous le canon n'est en service que dans les forces armées de la Fédération de Russie.
Le 30 avril, des rebelles séparatistes prorusses ont fait irruption dans la salle du conseil municipal et ont pris en otage les dirigeants de la ville. Ils les ont contraint à reconnaître l'indépendance de l'autorité de fait se prétendant « république populaire de Donetsk » et ont organisé des barrages routiers dans la ville.
Le 8 mai 2014, dans la forêt de Hrekivskyi, dans l'oblast voisin de Louhansk, le corps du chef de la branche de Krasnyi Lyman de la Société pan-ukrainienne « Prosvita », Valeriy Sal, a été retrouvé dans une voiture brûlée. Il avait été enlevé la veille par des rebelles séparatistes prorusses dans le village de Shandrigolove, dans le raïon de Krasnolymansk.

## Principaux événements
Le 11 mai 2014, selon le chef par intérim de l'administration présidentielle de l'Ukraine, Serhiy Pashynskyi, l'opération antiterroriste des forces ukrainiennes dans la région des villes de Krasnyi Lyman, Sloviansk et Kramatorsk dans l'oblast de Donetsk est entrée dans sa phase finale,.

### Reprise de la ville par les ukrainiens
Le 3 juin, les forces antiterroristes sont passées à l'offensive,. Parallèlement, les civils ont été avertis du début des hostilités par la diffusion de tracts spéciaux et d'armes à feu. En milieu d'après-midi, les quartiers du sud et du centre de la ville ont été repris. Dans la soirée, le président ukrainien par intérim, Oleksandr Tourtchynov, a déclaré que les autorités ukrainiennes avaient repris le contrôle de Krasnyi Lyman,,.
Les 3 et 4 juin, le Service de sécurité d'Ukraine et le ministère de l'Intérieur ont mené une opération pour arrêter des criminels prorusses dans la ville de Krasnyi Lyman. Ils ont démantelé une position rebelle séparatiste avec du matériel militaire dans l'hôpital de la ville, pris à la mi-avril. Une personne est décédée lors de cette opération. Le 5 juin, le conseil municipal et la police municipale ont repris leurs activités.
Le ratissage de la ville s'est poursuivi les 4 et 5 juin. Des perquisitions domiciliaires ont été menées. Les rebelles séparatistes et leurs complices ont été arrêtés, et les habitants ont participé à leur détection.
Le 5 juin, le drapeau ukrainien a été hissé à nouveau sur le conseil municipal et le poste de police de la ville de Krasnyi Lyman,,. Les patrouilles dans la ville ont été lancés par l'unité spéciale du ministère de l'Intérieur « Artemivsk » avec un détachement de police consolidé et des officiers locaux fidèles envers l'Ukraine. Le même jour, conformément au décret du président de l'Ukraine n° 498/2014 « Sur les mesures visant à former l'administration d'État du district de Krasnolymansky de la région de Donetsk », Konstiantyn Volodymyrovych Mateichenko, lieutenant-colonel, originaire de Kostiantynivka, a été nommé chef de l'administration d'État du district de Krasnolymansk.

### Affrontements du 19 juin

#### Déroulement
Igor Girkin, le dirigeant des rebelles séparatistes dans le secteur, ne s'attendait pas à une frappe majeure dans la direction de Iampil, l'attendant plutôt à Semenivka ou Mykolaivka, qui conduirait à la coupure rapide de Sloviansk.
Les cosaques russes de l'armée du Don, défendant le pont de Krasnyi Lyman, se sont retirés après le début de la bataille, sans résister.
La première attaque fut repoussée par les rebelles séparatistes. Après qu'elle a pris fin, ils ont remorqué l'un des trois BMD-1 détruits, qui fut ensuite remis aux formations du bataillon « Prizrak ». Après cette attaque, Girkin a envoyé dans la secteur de Yampil et Zakitne un peloton de mitrailleuses antichars sous le commandement de « Motorola ». Cependant, il ne put apporter une contribution significative et fut dispersé par les troupes ukrainiennes, car celles-ci avaient déjà traversé le pont et s'étaient retranchées sur la rive sud.
Ce jour-là, les services de renseignement ukrainiens ont reçu l'ordre de pénétrer dans la zone avec une forte concentration de rebelles séparatistes et de lancer des frappes préventives pour les neutraliser. Après plusieurs kilomètres de progression, près du village de Kryva Luka, les parachutistes sont tombés dans une embuscade. Ils ont ouvert le feu à l'aide d'armes légères, de lance-grenades et de mortiers. Ils ont utilisé des grenades fumigènes, ont pris des positions de combat adaptées à la défense et ont reçu des renforts après plusieurs heures de combats intenses.

#### Résultat
Les fortifications des rebelles séparatistes prorusses ont été détruites dans la partie sud du raïon de Krasnolymansky (dans les villes de Siversk, Iampil  et Zarichne, et dans le village de Zakitne, et ce qu'il en restait dans la ville de Krasnyi Lyman). Si certains rebelles séparatistes ont été appréhendés pendant ce raid, la plupart d'entre eux se sont regroupés à Sloviansk.

## Pertes
À la suite de l'opération du 19 juin, 16 militaires des 24e brigades mécanisées, 25e brigades aéroportées et 95e brigades d'assaut aérien des forces armées ukrainiennes ont été tués.

## Voir également
- Guerre russo-ukrainienne
- Invasion de l'Ukraine par la Russie
- Première bataille de Lyman (mai 2022)
- Seconde bataille de Lyman (septembre 2022)